# アントワーヌ (ヴァンドーム公)
アントワーヌ・ド・ブルボン（Antoine de Bourbon, 1518年4月22日 - 1562年11月17日）は、16世紀フランス、ヴァロワ朝末期の貴族でブルボン家の当主。ヴァンドーム公（duc de Vendôme）。ナバラ女王ジャンヌ・ダルブレ（フアナ3世）と結婚してナバラ王となった（アントニオ1世、在位：1555年 - 1562年）。ブルボン朝の初代、フランスとナバラの王アンリ4世は2人の間の息子である。

## 生涯
アントワーヌはピカルディのラ・フェールで生まれた。父はヴァンドーム公シャルル・ド・ブルボン、母はアランソン公ルネの長女でアランソン家の相続人であるフランソワーズ・ダランソン。弟にアンリ4世と王位を争ったルーアン大司教シャルル、コンデ公家の祖ルイ1世がいる。
18歳で父ヴァンドーム公シャルルが死去し、公位を継承した。アントワーヌは背が高くがっちりとした体格で勇猛果敢であったといわれ、若くして多くの戦闘で指揮を執った。一方で、騙されやすく、また窃盗癖があったという。1548年に同じくプロテスタントであったナバラ王エンリケ2世の一人娘ジャンヌと結婚した。1551年に長男アンリが生まれるものの2年後に死去、その死の4ヶ月後にのちにフランス王アンリ4世となるアンリが生まれた。
1555年に妃ジャンヌ・ダルブレの父エンリケ2世が死去し、ジャンヌがナバラ女王の位に即き、その夫アントワーヌはナバラ王となった。1560年、前年にスペイン王フェリペ2世と代理結婚を行ったフランス王女エリザベートがスペインに向かう一行に国境まで随行している。1561年3月、王母カトリーヌ・ド・メディシスにより王国総司令官とされ、アントワーヌはカトリックに改宗してプロテスタントの妃ジャンヌと対立するようになった。また、息子アンリにもカトリックへの改宗を強要した。
1562年10月16日、ルーアン包囲戦においてアントワーヌは左肩に流れ弾を受け、11月17日にその傷が元で死去した。ヴァンドーム公位は息子アンリが継承した。

## 子女
- アンリ（1551年9月21日 - 1553年8月20日） - ボーモン公、1553年9月21日にサン＝ジョルジュ参事会教会に埋葬された[8]。
- アンリ4世 （1553年 - 1610年） - フランス王（1589年 - 1610年）
- ルイ（1555年 - 1557年） - マルル伯、乳母の手から落ち死去
- マドレーヌ（1556年） - 生後2週間で早世
- カトリーヌ（1559年 - 1604年） - ロレーヌ公アンリ2世と結婚。

愛人ルイーズ・ド・ラ・ベロディエール（カトリーヌ・ド・メディシスの侍女）との間に庶子を1人もうけた。
- シャルル（1554年 - 1610年） - ルーアン大司教